# Administración de la Ciudad de Belgrado (1929-1941)
La Unidad Administrativa Especial de la Ciudad de Belgrado (en serbio: Управа града Београда o Uprava grada Beograda) fue una unidad de administración especial del Reino de Yugoslavia entre 1929 y 1941. Su centro administrativo era Belgrado.

## Historia
El Reino de los serbios, croatas y eslovenos se formó en 1918 y estuvo inicialmente dividido en condados y distritos entre 1918 y 1922, pero tras la nueva constitución se dividió en nuevas entidades administrativas: óblasts (1922-1929). En 1929, el nombre de la nación se cambió al de Reino de Yugoslavia y con ello surgen las entidades administrativas del reino, las que fueron conocidas como banovinas (en serbocroata: banovine/бановине) . 
El país entero sería repartido entre las 9 nuevas entidades creadas (o banovinas) mientras que el área metropolitana cerca de la ciudad capital (Belgrado) sería organizada en un distrito separado en una entidad denominada como Administración de la Ciudad de Belgrado. Después de 1929, el territorio de la Administración de la Ciudad de Belgrado sería dividido entre la Óblast de Belgrado y el de Syrmia.
En 1941, tras la invasión y ocupación seguida de la repartición de Yugoslavia, éste distrito fue abolido y grandes partes de su territorio serían incorporadas a los nuevos dsitritos que se formaron como el de Belgrado y Veliki Bečkerek dentro de la zona ocupada por los alemanes en Serbia. Una reducida parte de dicho distrito sería anexionada al Condado de Vuka en el Estado Independiente de Croacia.

## Geografía
La Unidad Administrativa Especial de la Ciudad de Belgrado estaba completamente rodeada por la Banovina del Danubio, cuya capital era Novi Sad. Esta administración incluyó a las ciudades de Belgrado, así como a las ciudades vecinas de Zemun y Pančevo.

## Demografía
Los habitantes del distrito eran principalmente de etnia serbia, pero miembros de otros pueblos tales como los alemanes, húngaros, croatas, y otros más convivían en el área. Su fe y credo constituyeron la única forma de contabilizar a sus habitantes, como sigue a continuación:
| Ortodoxos                | 209.449 |
| Católicos                | 56.776  |
| Protestantes еvangélicos | 7.395   |
| Otros credos cristianos  | 2.041   |
| Musulmanes               | 3.821   |
| Sin confesión            | 9.456   |
| Total                    | 288.938 |